# 葵祭

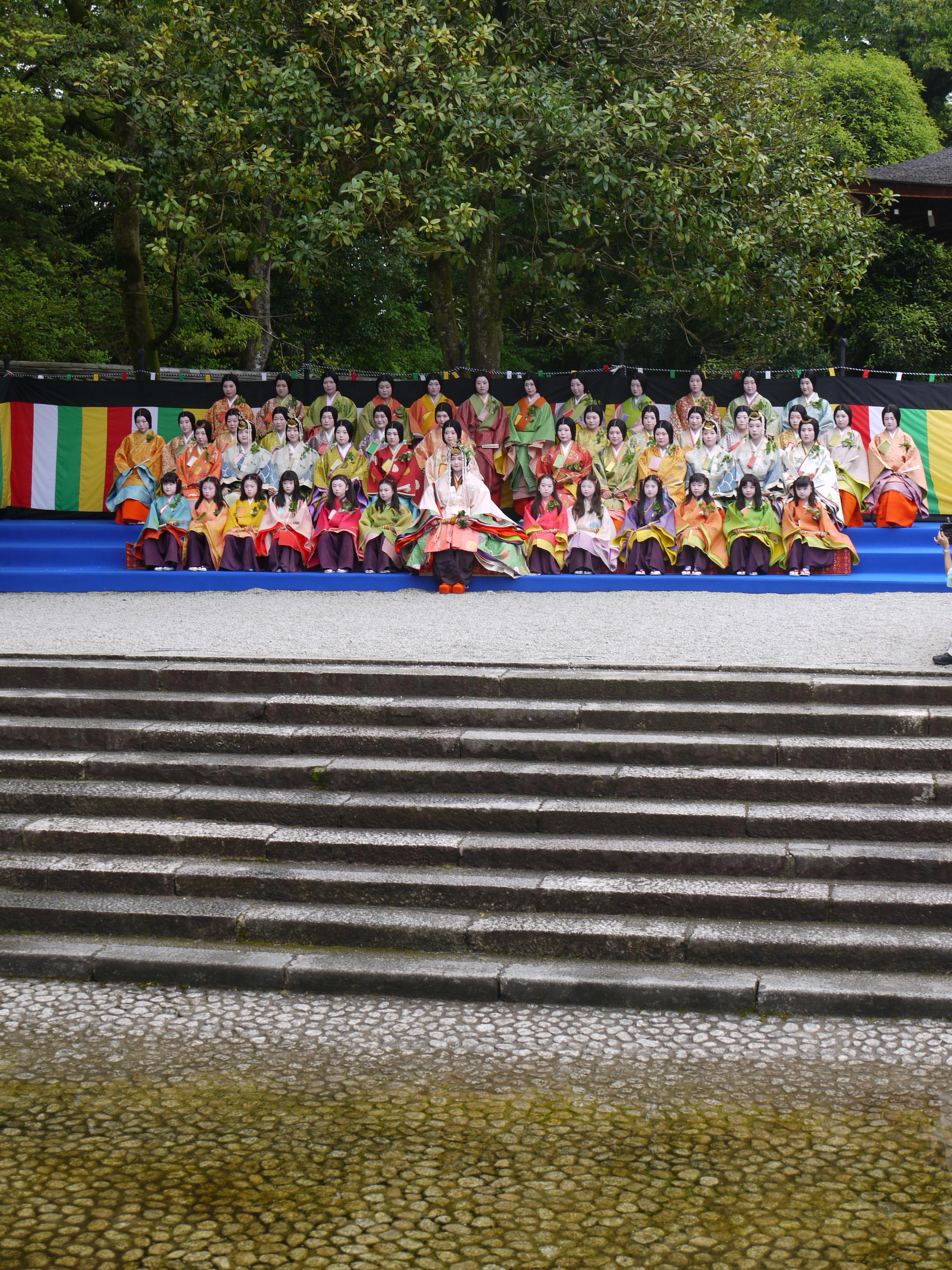
禊の儀のあとの斎王代以下女人列

葵祭（あおいまつり、正式には賀茂祭）は、京都市の賀茂御祖神社（下鴨神社）と賀茂別雷神社（上賀茂神社）で、5月15日（陰暦四月の中の酉の日）に行われる例祭。石清水八幡宮の南祭に対し北祭ともいう。平安時代、「祭」といえば賀茂祭のことを指した。

## 概要
石清水祭、春日祭と共に三勅祭の一つであり、庶民の祭りである祇園祭に対して、賀茂県主氏と朝廷の行事として行っていたのを貴族たちが見物に訪れる、貴族の祭となった。京都市の観光資源としては、京都三大祭りの一つ。
平安時代以来、国家的な行事として行われてきた歴史があり、日本の祭のなかでも、数少ない王朝風俗の伝統が残されている。
葵の花を飾った平安後期の装束での行列が有名。斎王代が主役と思われがちだが祭りの主役は勅使代である。源氏物語中、光源氏が勅使を勤める場面が印象的である。大気の不安定な時期に行われるため、にわか雨に濡れることが多く、1995年（平成7年）には雨天によって戦後初の中止になった。また2020年（令和2年）・2021年（令和3年）は、新型コロナ感染症拡大防止の観点から、「路頭の儀」が中止となっている。
1969年5月15日、近畿放送テレビ(当時、現在のKBS京都テレビ)が、初のテレビ実況中継を行った。

## 歴史
葵祭は賀茂御祖神社と賀茂別雷神社の例祭で、古くは賀茂祭、または北の祭りとも称し、平安中期の貴族の間では、単に「祭り」と言えば葵祭のことをさしていた。賀茂祭が葵祭と呼ばれるようになったのは、江戸時代の1694年（元禄7）に祭が再興されてのち、当日の内裏宸殿の御簾をはじめ、牛車（御所車）、勅使、供奉者の衣冠、牛馬にいたるまで、すべて葵の葉で飾るようになって、この名があるとされる。

二葉葵(賀茂葵)

もともと古代より、賀茂神社の神紋として使っていた二葉葵(別名、賀茂葵)が更なる由来である。著名な徳川家の三つ葉葵紋の原型とも言われ、徳川家康の先祖である松平信光が賀茂朝臣を称していた事や、松平氏の出身地が三河賀茂郡松平郷でもある事から、『「三つ葉葵」も葵祭で有名な京都の賀茂神社との関連の深い』と述べる研究者も居る。実際に徳川家も葵祭を重視しており、徳川家茂は上洛した1863年に、孝明天皇に随行して共に葵祭に参列している。
祭の起源と沿革は、欽明天皇の567年、国内は風雨がはげしく五穀が実らなかったので、当時賀茂の大神の崇敬者であった伊吉の若日子に占わせたところ、賀茂の神々の祟りであるというので、若日子は勅命をおおせつかって、4月の吉日に祭礼を行い、馬には鈴をかけ、人は猪頭（ししがしら）をかぶって駆競（かけくらべ）をしたところ、風雨はおさまり、五穀は豊かに実って国民も安泰になったという。819年（弘仁10年）には、朝廷の律令制度として、最も重要な恒例祭祀（中祀）に準じて行うという国家的行事になった。
源氏物語にも、葵祭の斎王列を見物しようと、光源氏の妻、葵の上と六条御息所が、車争いを演じた場面が登場する。
それから10年以上経ち、光源氏と紫の上が桟敷席から祭り見物する場面がある。ちなみに、紫の上は幼い頃、光源氏が勅使の役目を終えて休暇を迎えた際に、牛車の中で祭りを一緒に見物していた。
1943年（昭和18年）、一部儀式が中止。1953年（昭和28年）、宮内庁に中止されていた社頭の儀の復興を申し入れ、奉幣の勅使として三条実春が参向した。また、葵祭行列協賛会が宮内庁から装束、調度品の貸与を受けた。

## 祭儀

### 前儀
さまざまな前儀（5月3日流鏑馬神事・5月12日御蔭祭・御阿礼神事）が行われるが、中でも流鏑馬神事（やぶさめしんじ）が有名である。糺の森（ただすのもり）の真中にある全長500メートルの馬場（ばば）を、公家風の装束姿や武家風の狩装束姿の射手（いて）たちが疾走する馬上から、3つの的を射抜くというものである。
「矢伏射馬（やぶさめ）」とも書かれる流鏑馬は、その文字が示すように矢を射ること。馬を走らせながら正確に的を射抜く高度な技術が必要とされるため、人気の行事の一つである。
雄略天皇の即位の年（457年）、「騁射（うまゆみ）」を行ったと『日本書紀』が伝え、「賀茂祭に民衆を集めて騎射を禁ず」の記事が『続日本紀』にしるされるなど、古い歴史を持つ日本古来の馬術とされる。
射手のかけ声「イン、ヨー」とは「陰陽」のこと。みごと矢が的中すれば五穀は稔り、諸願は成就すると言い伝えられている。文亀2年（1502年）に中絶したが、昭和48年（1973年）、下鴨神社式年遷宮の記念行事として復活。「糺の森流鏑馬神事保存会」によって公家装束による流鏑馬が保存・伝承されている。
また、上賀茂神社では競馬会神事（くらべうまえじんじ）などが執り行われる。

### 宮中の儀・路頭の儀・社頭の儀
葵祭は、宮中の儀・路頭の儀・社頭の儀の3つから成るが、うち宮中の儀は現在では行われていない。
5月15日、乗尻を先頭に検非違使・山城使・内蔵寮史生・馬寮使・舞人・近衛使（勅使）代・陪従・内蔵使からなる騎馬の文官・武官を中心とする本列（勅使列）と、斎王代（後述）をはじめとする女人列、これら平安時代の衣装を身にまとった人々が牛車とともに京都御所から下鴨神社を経て上賀茂神社まで約8kmの道のりを行列する路頭の儀（ろとうのぎ）が行われる。
下鴨神社と上賀茂神社においては、実際の勅使である掌典職の掌典が祭文を奏上する社頭の儀（しゃとうのぎ）がとり行われる。

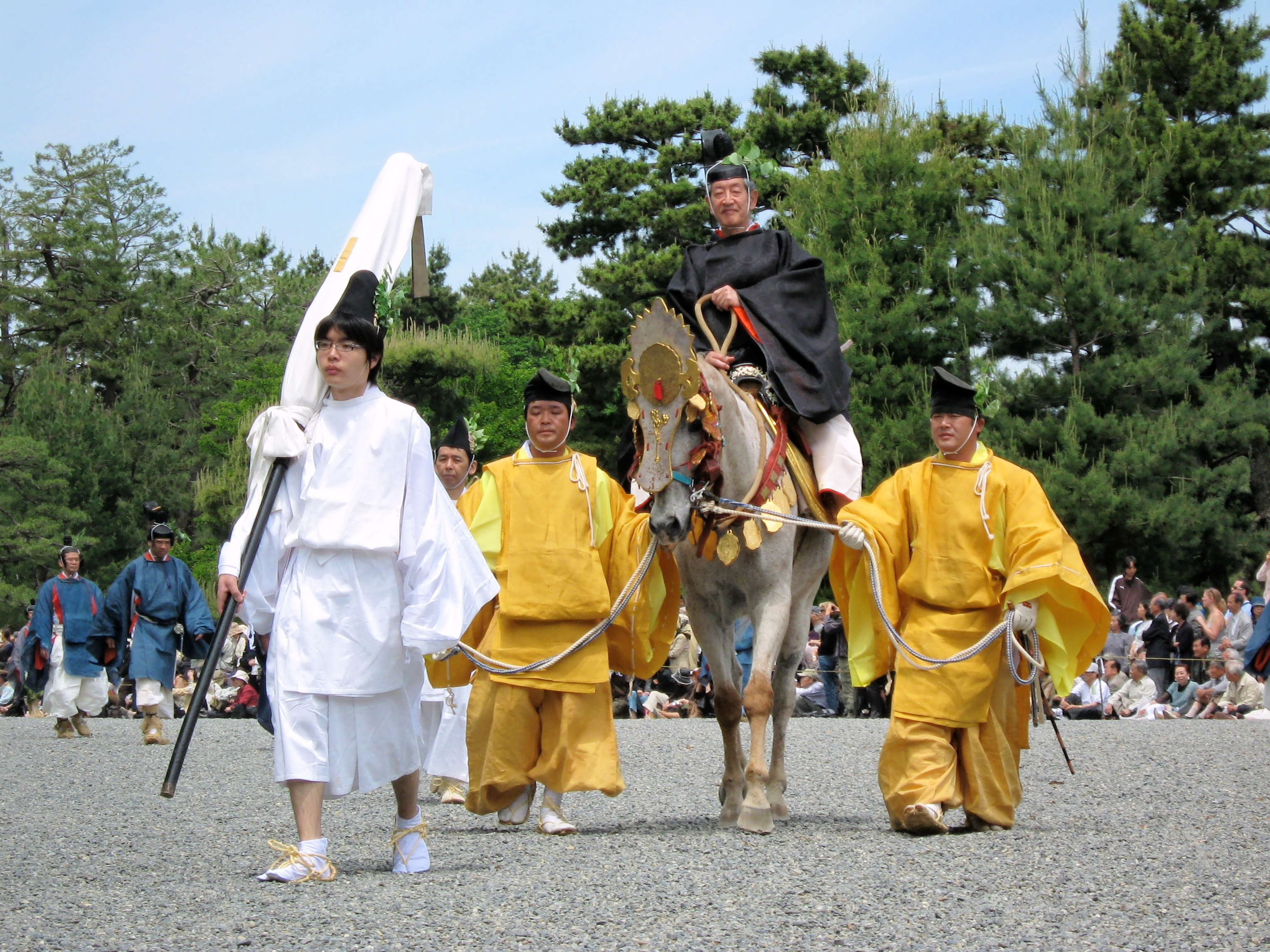
近衛使（勅使）代
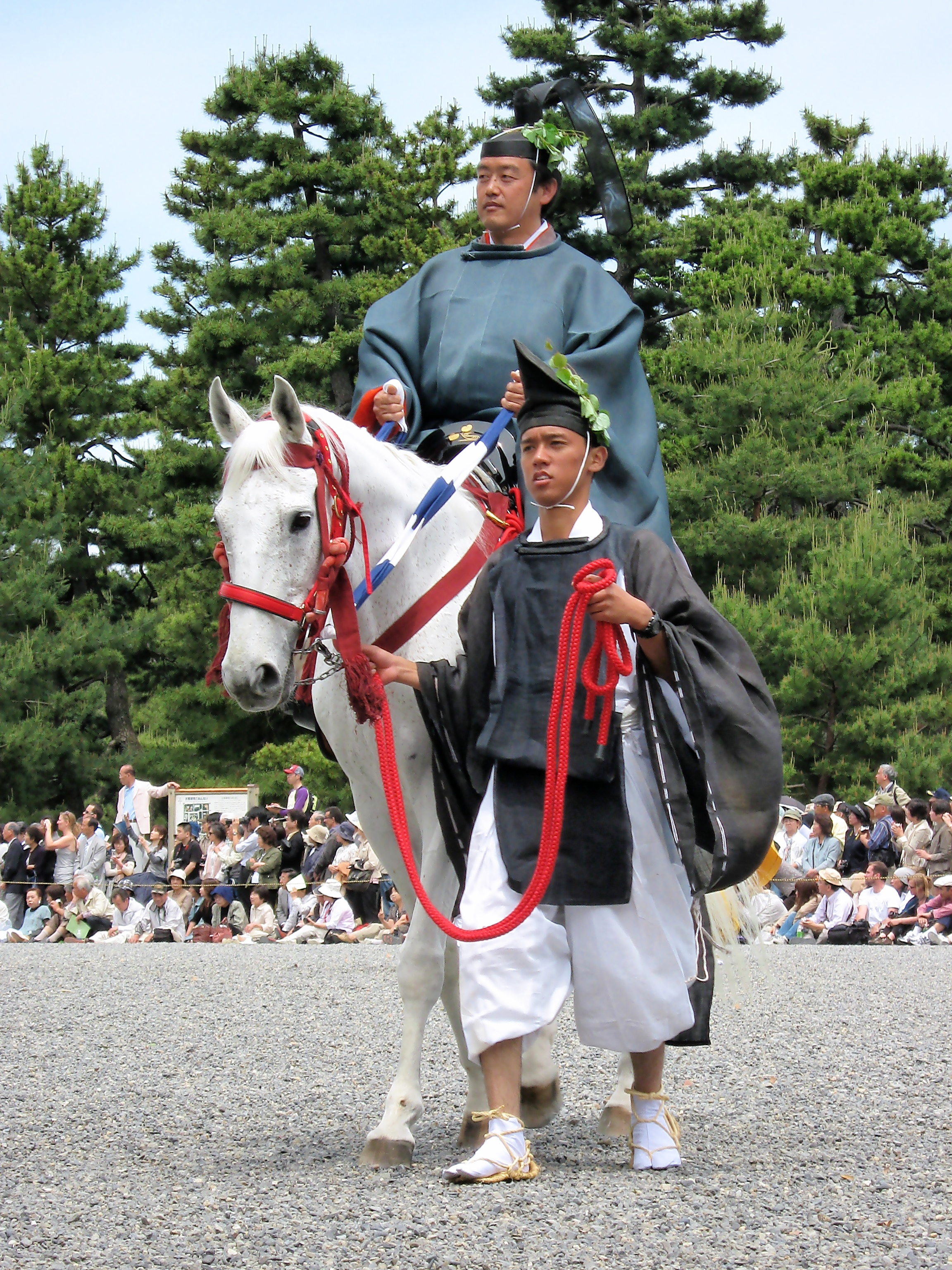
内蔵寮史生
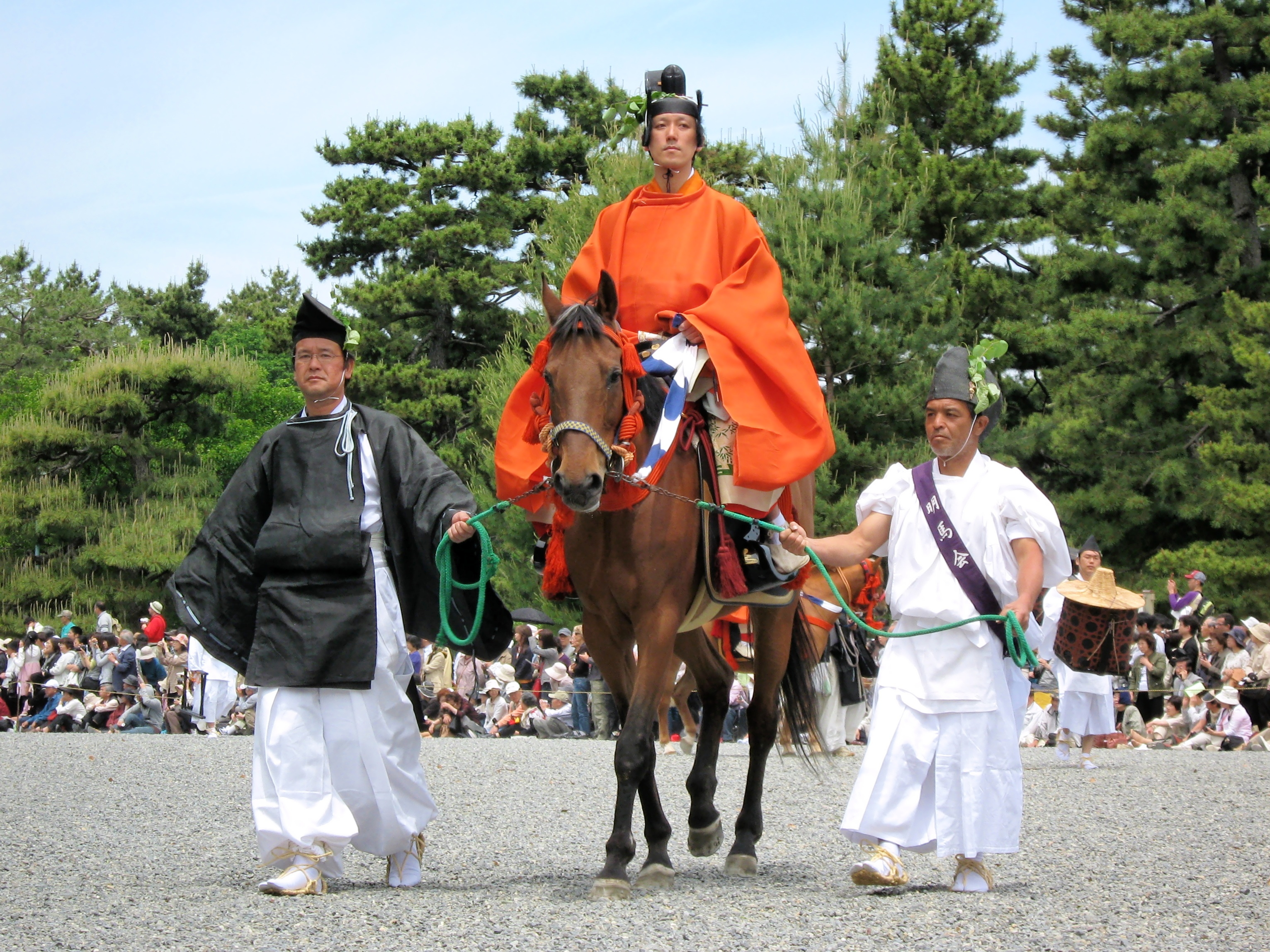
舞人
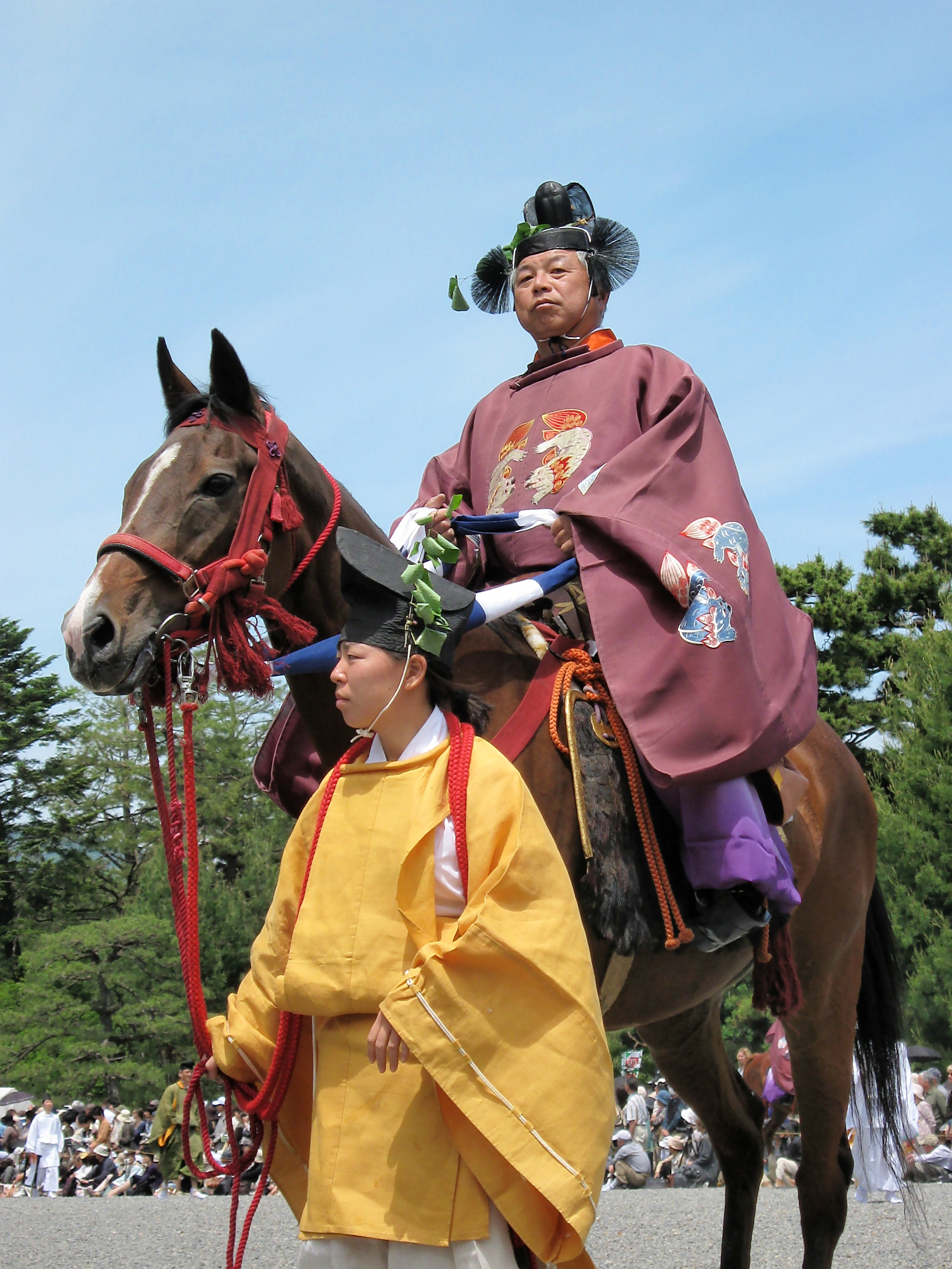
陪従

有料拝観席の受付は
- 路頭の儀（行列を見る）有料拝観席（御所と下鴨神社参道）の受付→京都市観光協会
- 社頭の儀（儀式を見る）有料拝観席（下鴨神社楼門内）の受付→下鴨神社

と管轄がことなる。

## 斎王・斎王代

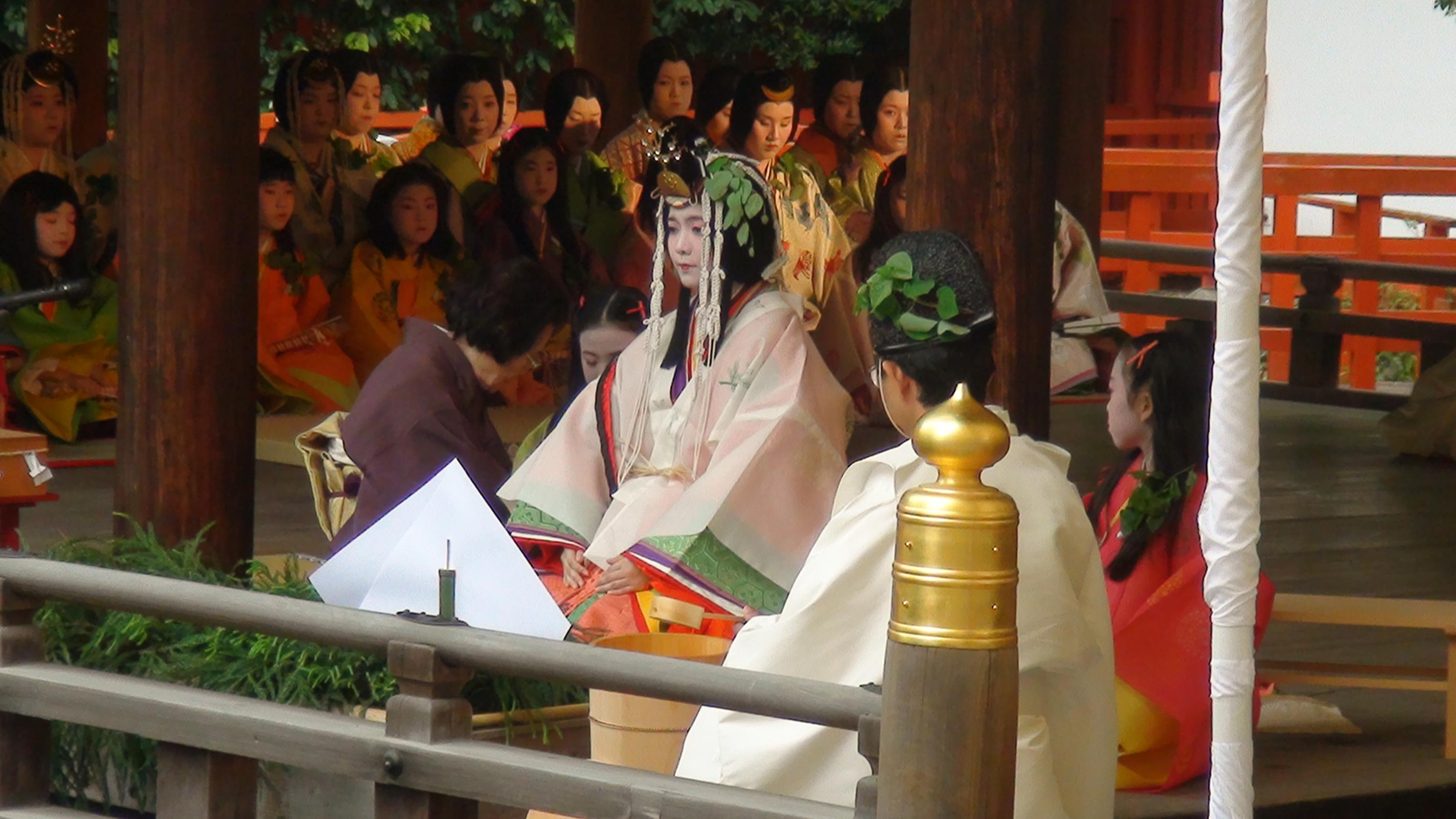
斎王代禊（みそぎ）の儀

「斎王」（さいおう）とは、賀茂神社に御杖代として仕えるために皇室から差し出された内親王・女王のこと。
1956年（昭和31年）に斎王にちなみ、斎王代と女人列が創設された。京都ゆかりの一般女性から選ばれ、斎王の代理ということで「斎王代」となる。唐衣裳装束（からぎぬもしょうぞく）を着用、白塗りの化粧をし、お歯黒も付ける。
毎年5月4日には斎王代禊（みそぎ）の儀が行われる。斎王代と女人たちが御手洗池（みたらしいけ）に手を浸し清める儀式で、下鴨神社と上賀茂神社両社で隔年交替で行われる。
なお斎王代は一般公募あるいはオーディション等で選ばれていない。数千万円と言われる費用を負担できることが条件となっているため、京都ゆかりの寺社・文化人・実業家などの令嬢（主に20代）が推薦等で選ばれている。ただ、選ぶ上で優先されるのは財力ではなく町との関わりの深さで、同志社女子大学の天野太郎教授は「お金のこともあるが、京都に代々根差した人でないとやりにくいし、山鉾の運営に関わる町の人が納得しない」と話している。莫大な負担ができ、かつ祭の維持に理解がある名家の令嬢に事実上限られるため、一部の資産家に役割が集中し、母も斎王代であったという例は数多く、姉妹揃って斎王代や、祖母・母・本人と三代続けて斎王代という例もある。
1956年の初代斎王代は、現在「易学あや」の名で占い師をしている女性が選ばれた。1994年（平成6年）には華道・池坊家元の池坊専永の二女池坊美佳、2005年（平成17年）には京都市のゲームソフト開発会社トーセ社長の長女、2006年（平成18年）には西国三十三所15番札所・今熊野観音寺住職の三女、2008年（平成20年）には老舗料亭「菊乃井」経営の村田吉弘の長女、2009年（平成21年）には裏千家の千宗室家元の長女で三笠宮崇仁親王の孫、2010年（平成22年）には六波羅蜜寺住職の長女、2017年（平成29年）には学校法人京都文教学園理事長の孫、2023年（令和5年）には京都府医師会会長の次女、2024年（令和6年）には新選組ゆかりの壬生寺貫主の長女が選ばれている。
1995年（平成7年）は雨天で中止になったため、翌年も同じ女性が選ばれた。2002年（平成14年）には京都市出身で東京在住の女子大学生が選ばれ、京都府外在住者では初の斎王代となった。

### 歴代の斎王代
| 女人列 | 就任   | 代     | 就任者               |
| ------ | ------ | ------ | -------------------- |
| 第1回  | 1956年 | 初代   | 荒田文子（易学あや） |
| 第2回  | 1957年 | 第2代  |                      |
| 第3回  | 1958年 | 第3代  |                      |
| 第4回  | 1959年 | 第4代  |                      |
| 第5回  | 1960年 | 第5代  |                      |
| 第6回  | 1961年 | 第6代  |                      |
| 第7回  | 1962年 | 第7代  | 山田博子             |
| 第8回  | 1963年 | 第8代  |                      |
| 第9回  | 1964年 | 第9代  |                      |
| 第10回 | 1965年 | 第10代 |                      |
| 第11回 | 1966年 | 第11代 |                      |
| 第12回 | 1967年 | 第12代 | 森川薫               |
| 第13回 | 1968年 | 第13代 |                      |
| 第14回 | 1969年 | 第14代 |                      |
| 第15回 | 1970年 | 第15代 |                      |
| 第16回 | 1971年 | 第16代 |                      |
| 第17回 | 1972年 | 第17代 |                      |
| 第18回 | 1973年 | 第18代 |                      |
| 第19回 | 1974年 | 第19代 |                      |
| 第20回 | 1975年 | 第20代 |                      |
| 第21回 | 1976年 | 第21代 |                      |
| 第22回 | 1977年 | 第22代 |                      |
| 第23回 | 1978年 | 第23代 | 金井秀美             |
| 第24回 | 1979年 | 第24代 |                      |
| 第25回 | 1980年 | 第25代 | 西村和美             |
| 第26回 | 1981年 | 第26代 |                      |
| 第27回 | 1982年 | 第27代 |                      |
| 第28回 | 1983年 | 第28代 |                      |
| 第29回 | 1984年 | 第29代 | 西村和紗             |
| 第30回 | 1985年 | 第30代 | 川崎朋子             |
| 第31回 | 1986年 | 第31代 | 井沢美紀子           |
| 第32回 | 1987年 | 第32代 |                      |
| 第33回 | 1988年 | 第33代 | 坂下美保             |

第34代以降の斎王代は葵祭の主役「斎王代」（京都新聞）を参照。

### 女人列
斎王代を中心としてその周囲に、蔵人所陪従、命婦、女嬬、童女、騎女、内侍 、女別当、采女らの華やかで可憐な行列が続く。
全員が化粧を施すものの、斎王代以外はお歯黒を付けない。

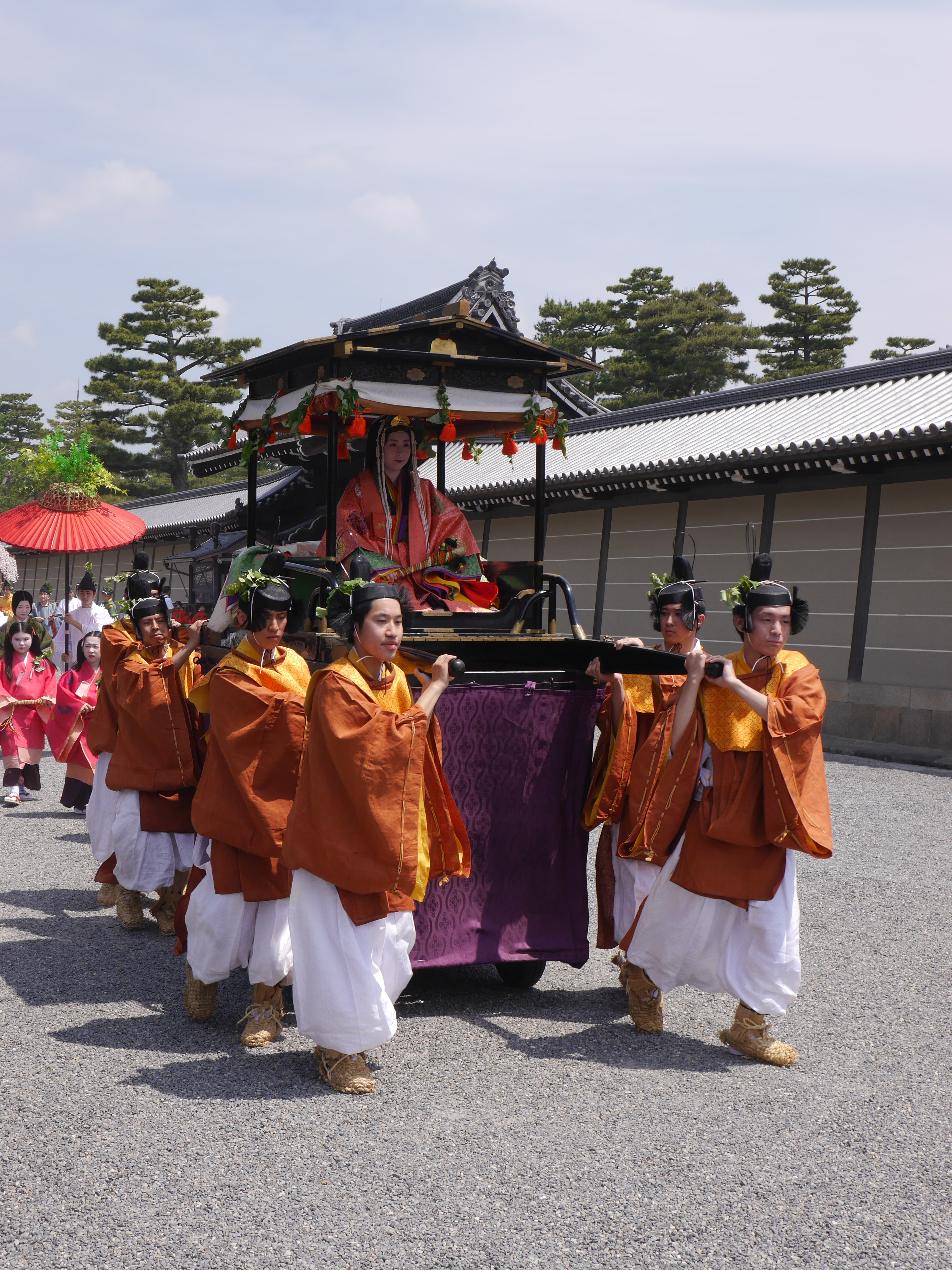
斎王代
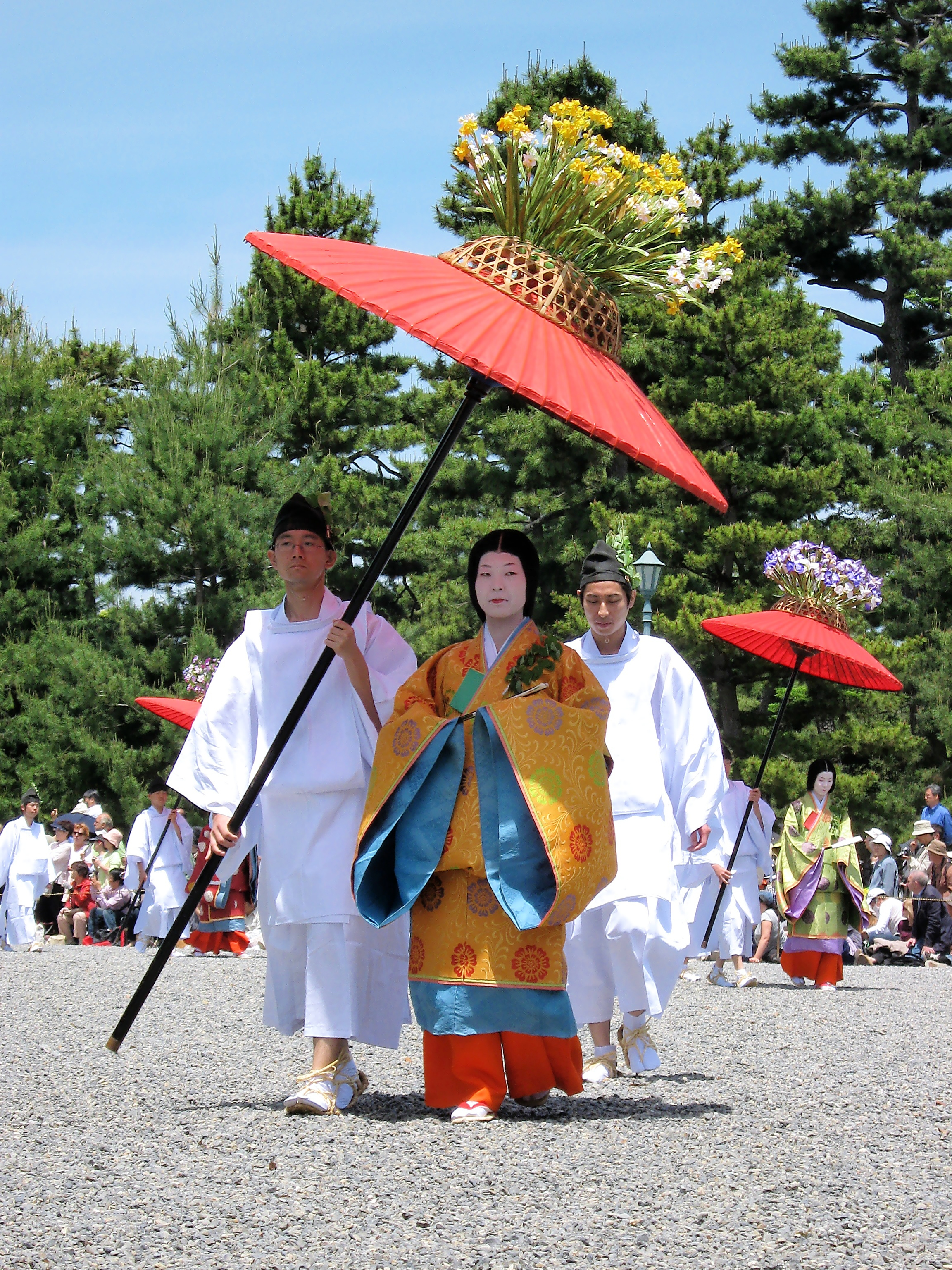
命婦
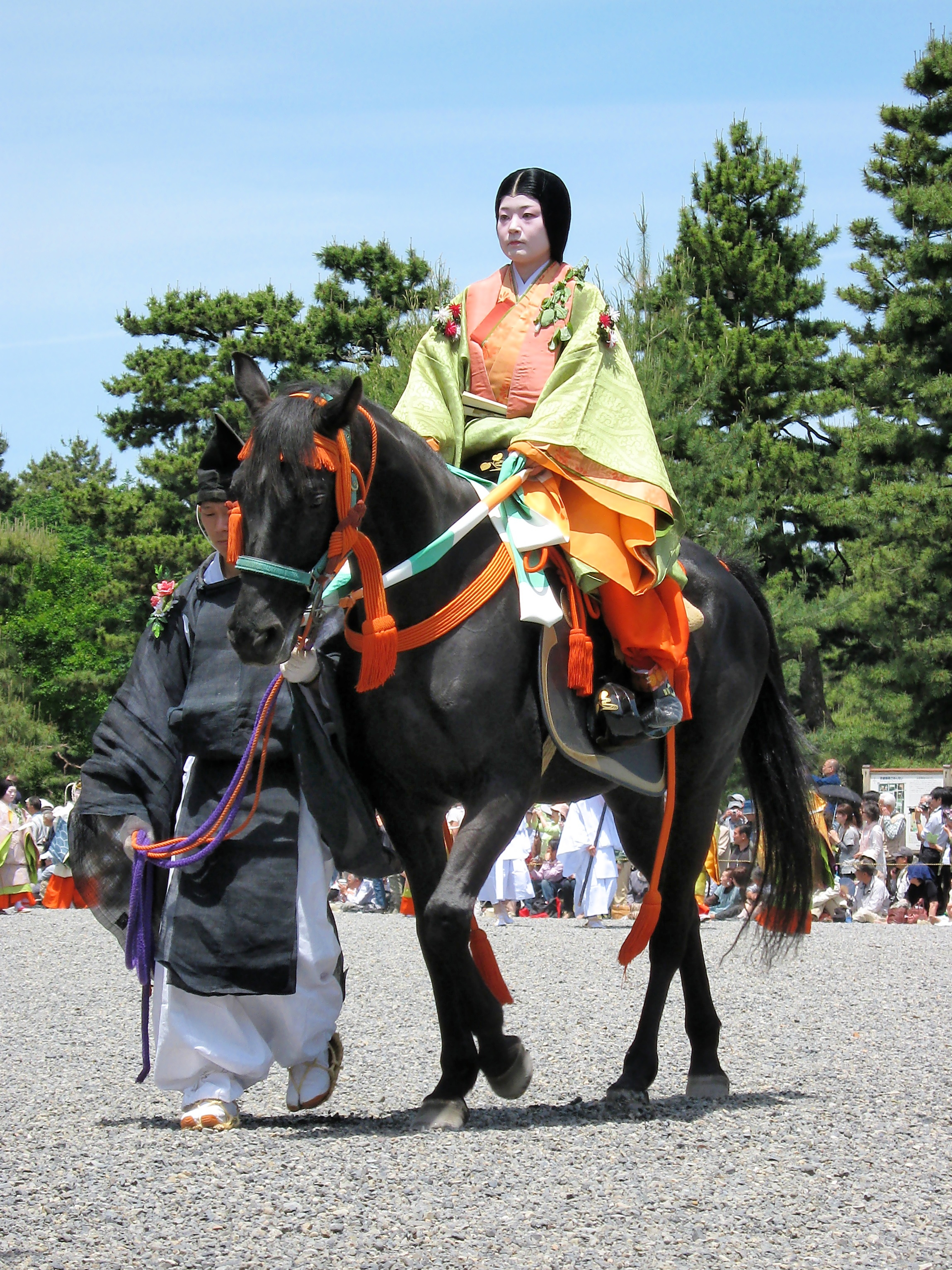
騎女